# インベージョン! 最強ヒーロー外伝
『インベージョン! 最強ヒーロー外伝』（インベージョン さいきょうヒーローがいでん）は、『ARROW/アロー』『レジェンド・オブ・トゥモロー』『SUPERGIRL/スーパーガール』『THE FLASH/フラッシュ』のクロスオーバーエピソード群。また、それらのタイトルを収録したDVDタイトル。

## 概要
DCコミックで1988年から1989年まで掲載された壮大なクロスオーバー作品『インベージョン!』からインスピレーションを受けたエピソード群。原作『インベージョン!』と同じくドミネーター襲来を描いたエピソードのクロスオーバー作品となっているが、登場するヒーローなどは異なっている。
『THE FLASH/フラッシュ』サード・シーズン第8話と『レジェンド・オブ・トゥモロー』セカンド・シーズン第7話と『ARROW/アロー』フィフス・シーズン第8話が、本エピソードを描いた作品となっていて、それぞれの主役キャラクターの視点から描かれた三部作（前篇・中篇・後篇）とっている（そのため、1つのシリーズのみで物語の全容を見るのは不可能となっている）。これ以前にそれぞれの作品の間にはクロスオーバーが行われていて、本エピソードでもそれを踏まえた台詞が登場する。

## 放送時期
| 作品タイトル                     | 作品話数                          | 監督          | 米国放送日     | 視聴者数 (万人) |
| -------------------------------- | --------------------------------- | ------------- | -------------- | --------------- |
| 『THE FLASH/フラッシュ』         | 通算54話 サード・シーズン第8話    | Dermott Downs | 2016年11月29日 | 415             |
| 『ARROW/アロー』                 | 通算100話 フィフス・シーズン第8話 | James Bamford | 2016年11月30日 | 355             |
| 『レジェンド・オブ・トゥモロー』 | 通算25話 セカンド・シーズン第7話  |               | 2016年12月1日  |                 |

## キャスト
キャラクターの詳細は、それぞれの作品および各キャラクターを参照。
| キャラクター名                              | キャスト                   | 日本語吹替 |
| ------------------------------------------- | -------------------------- | ---------- |
| オリバー・クイーン / アロー                 | スティーヴン・アメル       | 日野聡     |
| バリー・アレン / フラッシュ                 | グラント・ガスティン       | 福山潤     |
| ダイナ・ランス / ブラックキャナリー         | ケイティ・キャシディ       | 小林沙苗   |
| ジョン・ディグル / スパルタン               | デヴィッド・ラムゼイ       | 三宅健太   |
| フェリシティ・スモーク                      | エミリー・ベット・リカーズ | 岡田栄美   |
| テア・クイーン / スピーディ                 | ウィラ・ホランド           | 坂井恭子   |
| モイラ・クイーン                            | スザンナ・トンプソン       | 佐々木優子 |
| ロバート・クイーン                          | ジェイミー・シェリダン     | 森源次郎   |
| シスコ・ラモン                              | カルロス・バルデス         | 藤田大助   |
| ケイトリン・スノー                          | ダニエル・パナベイカー     | 行成とあ   |
| サラ・ランス / ホワイトキャナリー           | ケイティ・ロッツ           | 大津愛理   |
| レイ・パーマー / アトム                     | ブランドン・ラウス         | 杉田智和   |
| マーティン・シュタイン / ファイアーストーム | ヴィクター・ガーバー       | 森功至     |
| ジャックス・ジャクソン / ファイアーストーム | フランツ・ドラメー         | 平野潤也   |
| ミック・ロリー / ヒート・ウェーブ           | ドミニク・パーセル         | 江川央生   |
| カーラ・ゾー＝エル / スーパーガール         | メリッサ・ブノワ           | 小松未可子 |